# Bourg-du-Bost
Bourg-du-Bost är en kommun i departementet Dordogne i regionen Nouvelle-Aquitaine i sydvästra Frankrike. Kommunen ligger i kantonen Ribérac som tillhör arrondissementet Périgueux. År 2022 hade Bourg-du-Bost 237 invånare.

## Befolkningsutveckling
Antalet invånare i kommunen Bourg-du-Bost
Referens:INSEE